# یادگیری جنبشی

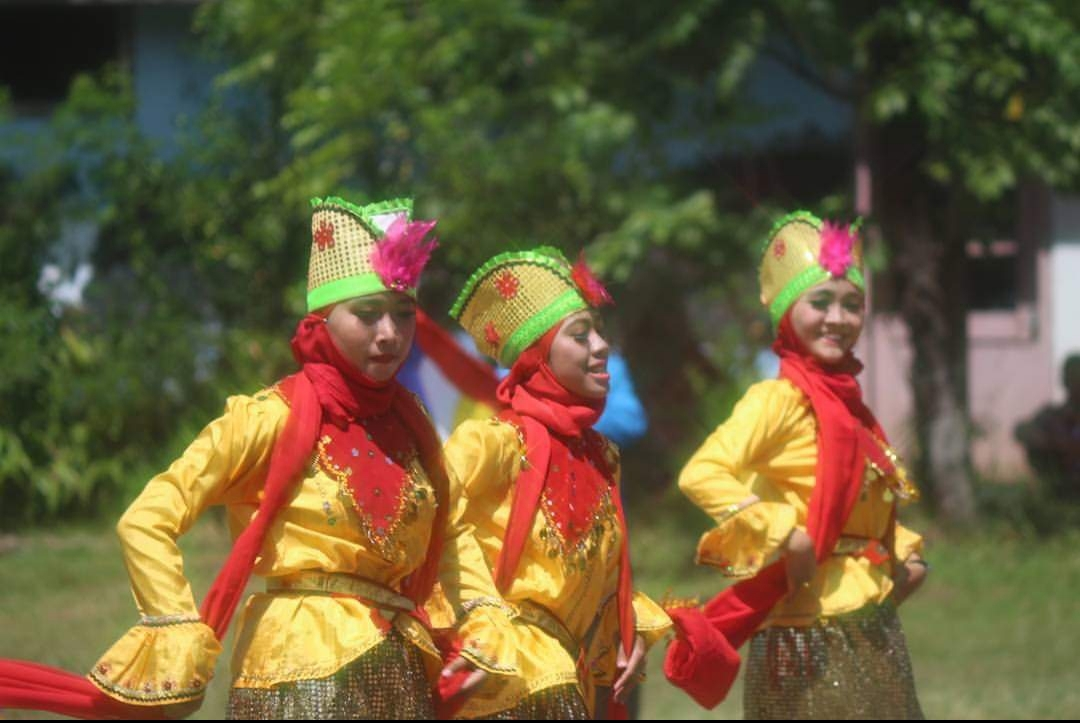
یادگیری جنبشی

یادگیری جنبشی یا یادگیری حرکتی (به انگلیسی: Kinesthetic learning) یا یادگیری لمسی (به انگلیسی: tactile learning) یک سبک یادگیری است که در آن یادگیری توسط دانش‌آموزانی که در حال انجام فعالیت‌های بدنی هستند، به جای گوش‌دادن به یک سخنرانی یا تماشای یک نمایش، صورت می‌گیرد. همان‌طور که توسط فاور (۲۰۰۹) نقل شده‌است، دان و دان یادگیرندگان جنبشی را به عنوان دانش‌آموزانی تعریف می‌کنند که برای پردازش اطلاعات جدید و دشوار به حرکت کل بدن نیاز دارند. با این حال، مطالعات علمی این ادعا را تأیید نمی‌کند که استفاده از روش جنبشی باعث بهبود یادگیری در دانش آموزانی می‌شود که به عنوان یادگیرندگان جنبشی شناخته می‌شوند.